# John Gilroy
John M. Gilroy (Santa Monica, 24 juni 1959) is een Amerikaanse filmmonteur. Hij is de broer van filmmakers Tony Gilroy en Dan Gilroy.

## Carrière
John Gilroy werd samen met zijn tweelingbroer Dan geboren op 24 juni 1959. Hij groeide op in een familie van filmmakers. Zijn vader was scenarist, regisseur en Pulitzerprijswinnaar Frank D. Gilroy. Zijn broers Dan en Tony Gilroy zijn eveneens scenaristen en zijn schoonzus is actrice Rene Russo.
Aanvankelijk was John Gilroy niet van plan om zelf in de filmindustrie aan de slag te gaan. Hij studeerde aan Dartmouth College met de intentie om nadien rechten te studeren. Uiteindelijk besloot hij toch om een baan te zoeken in de filmindustrie. Hij verhuisde naar New York, waar hij als barman werkzaam was alvorens als assistent-monteur te worden aangenomen bij de productie The Goodbye People (1986). Als assistent-monteur werkte hij nadien ook mee aan Peggy Sue Got Married (1986) en Gardens of Stone (1987), die beide geregisseerd werden door Francis Ford Coppola. In 1989 was hij de hoofdmonteur van de komedie The Luckiest Man in the World die geregisseerd werd door zijn vader.
In 2007 werkte hij voor het eerst samen met zijn broer Tony Gilroy. De thriller Michael Clayton werd geschreven en geregisseerd door Tony en gemonteerd door John. De film werd genomineerd voor zeven Oscars. Daarnaast werd hij voor zijn montage ook genomineerd voor een BAFTA Award. Later werkten de broers samen aan Duplicity (2009) en The Bourne Legacy (2012). In 2014 monteerde hij Nightcrawler, het regiedebuut van zijn tweelingbroer Dan Gilroy.

## Filmografie

### Als monteur
- The Luckiest Man in the World (1989)
- Who's the Man? (1993)
- Billy Madison (1995)
- Tumbleweeds (1999)
- Game Day (1999)
- Shadow Magic (2000)
- Table One (2000)
- Last Ball (2001)
- Narc (2002)
- The Perfect You (2002)
- Miracle (2004)
- Suspect Zero (2004)
- Trust the Man (2005)
- First Born (2007)
- Michael Clayton (2007)
- Pride and Glory (2008)
- Duplicity (2009)
- Salt (2010)
- Warrior (2011)
- The Bourne Legacy (2012)
- Pacific Rim (2013)
- Nightcrawler (2014)
- Suicide Squad (2016)
- Rogue One: A Star Wars Story (2016)
- Roman J. Israel, Esq. (2017)
- Velvet Buzzsaw (2019)
- Andor (2022-2025) (tevens coproducent)

### Als assistent-monteur (selectie)
- Peggy Sue Got Married (1986)
- The Ref (1994)
- Beautiful Girls (1996)
- Blackhat (2015)

## Stamboom
|  |  |  |  |  |  |  |  |                    |                    |                    |                    |                    |                    |  |  |  |  |                   |                   | Frank D. Gilroy (1925–2015) | Frank D. Gilroy (1925–2015) | Frank D. Gilroy (1925–2015) | Frank D. Gilroy (1925–2015) | Frank D. Gilroy (1925–2015) | Frank D. Gilroy (1925–2015) |  |  |                   |                   |                   |                   | Ruth Dorothy Gaydos | Ruth Dorothy Gaydos | Ruth Dorothy Gaydos | Ruth Dorothy Gaydos | Ruth Dorothy Gaydos | Ruth Dorothy Gaydos |                    |                    |                    |                    |                    |                    |
|  |  |  |  |  |  |  |  |                    |                    |                    |                    |                    |                    |  |  |  |  |                   |                   | Frank D. Gilroy (1925–2015) | Frank D. Gilroy (1925–2015) | Frank D. Gilroy (1925–2015) | Frank D. Gilroy (1925–2015) | Frank D. Gilroy (1925–2015) | Frank D. Gilroy (1925–2015) |  |  |                   |                   |                   |                   | Ruth Dorothy Gaydos | Ruth Dorothy Gaydos | Ruth Dorothy Gaydos | Ruth Dorothy Gaydos | Ruth Dorothy Gaydos | Ruth Dorothy Gaydos |                    |                    |                    |                    |                    |                    |
|  |  |  |  |  |  |  |  |                    |                    |                    |                    |                    |                    |  |  |  |  |                   |                   |                             |                             |                             |                             |                             |                             |  |  |                   |                   |                   |                   |                     |                     |                     |                     |                     |                     |                    |                    |                    |                    |                    |                    |
|  |  |  |  |  |  |  |  |                    |                    |                    |                    |                    |                    |  |  |  |  |                   |                   |                             |                             |                             |                             |                             |                             |  |  |                   |                   |                   |                   |                     |                     |                     |                     |                     |                     |                    |                    |                    |                    |                    |                    |
|  |  |  |  |  |  |  |  | Tony Gilroy (1956) | Tony Gilroy (1956) | Tony Gilroy (1956) | Tony Gilroy (1956) | Tony Gilroy (1956) | Tony Gilroy (1956) |  |  |  |  | Dan Gilroy (1959) | Dan Gilroy (1959) | Dan Gilroy (1959)           | Dan Gilroy (1959)           | Dan Gilroy (1959)           | Dan Gilroy (1959)           |                             |                             |  |  | Rene Russo (1954) | Rene Russo (1954) | Rene Russo (1954) | Rene Russo (1954) | Rene Russo (1954)   | Rene Russo (1954)   |                     |                     |                     |                     | John Gilroy (1959) | John Gilroy (1959) | John Gilroy (1959) | John Gilroy (1959) | John Gilroy (1959) | John Gilroy (1959) |
|  |  |  |  |  |  |  |  | Tony Gilroy (1956) | Tony Gilroy (1956) | Tony Gilroy (1956) | Tony Gilroy (1956) | Tony Gilroy (1956) | Tony Gilroy (1956) |  |  |  |  | Dan Gilroy (1959) | Dan Gilroy (1959) | Dan Gilroy (1959)           | Dan Gilroy (1959)           | Dan Gilroy (1959)           | Dan Gilroy (1959)           |                             |                             |  |  | Rene Russo (1954) | Rene Russo (1954) | Rene Russo (1954) | Rene Russo (1954) | Rene Russo (1954)   | Rene Russo (1954)   |                     |                     |                     |                     | John Gilroy (1959) | John Gilroy (1959) | John Gilroy (1959) | John Gilroy (1959) | John Gilroy (1959) | John Gilroy (1959) |